# Почтово-телеграфный журнал
«Почто́во-телегра́фный журна́л» (в оригинальном написании — Почтово-Телеграфный Журналъ) — первый специализированный научно-технический журнал Российской империи и РСФСР, посвящённый почтовому и телеграфному делу, включая исторические и технические аспекты. Издавался в Санкт-Петербурге (Петрограде) в 1888—1918 годах, а затем в Москве (до 1919).

## Предыстория
По инициативе Николая Евстафьевича Славинского (1839—1918), в 1873—1884 годах в почтово-телеграфном ведомстве, в Санкт-Петербурге издавался «Сборник распоряжений по телеграфному ведомству», а в 1884—1887 годах — «Сборник распоряжений по Главному управлению почт и телеграфов», которые стали непосредственными предшественниками «Почтово-телеграфного журнала».

## История и описание

Основатель и первый редактор «Почтово-телеграфного журнала» Н. Е. Славинский

«Почтово-телеграфный журнал» был основан в 1888 году в результате переименования «Сборника распоряжений по Главному управлению почт и телеграфов» и при самом деятельном участии Н. Е. Славинского, который стал первым редактором журнала в период с 1888 по 1911 год.
Журнал печатался первоначальным тиражом восемь тысяч экземпляров; из них лишь около четырехсот поступало в распространение по подписке.
Журнал состоял из двух частей — официального отдела и неофициального отдела. В первом продолжали публиковаться распоряжения по почтово-телеграфному ведомству и другая официальная информация — приказы, тарифы, прочие ведомственные материалы. В неофициальном отделе помещались статьи по истории и технике почтового и телеграфного дела, в том числе множество статей исторической тематики, написанных Николаем Славинским. В 1888—1892 годах оба отдела были соединяемы в одной книжке, выходившей 24 раза в год. С 1892 года эти отделы выходили в разные сроки: официальный — еженедельно, неофициальный — ежемесячно. В целом издание «служило источником самой обширной информации по ведомству связи».
После Февральской революции 1917 года журнал перешёл в ведение вновь созданного Министерства почт и телеграфов при Временном правительстве России и продолжал печататься в Петрограде. После прихода к власти большевиков журнал стал ведомственным органом Народного комиссариата почт и телеграфов. В 1918—1919 годах, в связи с переездом Советского правительства, публикация журнала осуществлялась в Москве, где и была прекращена.